# Phil Hey
Phil Hey (New York, 21 mei 1953) is een Amerikaanse jazzdrummer, -componist en orkestleider. Hij heeft samengewerkt met Dewey Redman, Jay McShann, Mose Allison, Benny Carter, Charlie Rouse, Harold Land, Charlie Byrd, David 'Fathead' Newman, Geoff Keezer, Mark Murphy, Benny Golson, Stacey Kent en Kenny Barron.

## Biografie
Hey, geboren in New York, groeide op in Philadelphia en de buitenwijk St. Paul in Roseville (Minnesota). Hij begon zijn muziekstudie bij mentor en legendarische jazzdrummer Ed Blackwell in de Creative Music Studio in New York in 1975. Zijn relatie met Blackwell duurde voort tot de dood van Blackwell in 1992. Hij studeerde ook bij Floyd Thompson en Marv Dahlgren, de voormalige belangrijkste percussionist van het Minnesota Orchestra. Hij beschouwt The Beatles en rockbands uit de jaren 1960 als invloeden van de oude muziek. Hij dankt ook zijn ouders en zijn jeugdbandinstructeur uit zijn jeugd voor hun steun en aanmoediging bij het nastreven van een muziekcarrière. Hey treedt op met verschillende bands en leidt het Phil Hey Quartet met Tom Lewis op bas, Dave Hagedorn op vibrafoon en Phil Aaron op piano. Het kwartetalbum Subduction: Live at Artist's Quarter (2005) werd door de alternatieve stedenkrant Twin Cities uitgeroepen tot beste jazz-cd van het jaar. City Pages noemde hem ook Jazzmuzikant van het jaar in 2006.
Zijn eerste album Let Them All Come met Pat Moriarty, werd in 1977 uitgebracht op het kleine privélabel Min Records. De coverart van Homer Lambrecht is te zien in Freedom, Rhythm, and Sound, een compilatie van een jazzalbum-artwork van Gilles Peterson en Stuart Baker. Hij verscheen op meer dan 125 opnamen en blijft een first-call muzikant, die zowel regionale opname-artiesten als rondreizende jazzartiesten ondersteunt. Zijn jazzopnamen omvatten Von Freemans Live at The Dakota, Pete Whitmans X-Tet Where's When?, Tom Hubbards Tribute to Mingus en Ed Bergers I'm Glad There is You, die allemaal vier van de vijf sterren kregen door recensenten van het tijdschrift DownBeat.
Naast zijn werk als jazzmuzikant speelde Hey regionale optredens met blues- en rockacts, waaronder met Nick St. Nicholas, George 'Mojo' Buford en Mississippi Fred McDowell. Hij verscheen op de soundtrack van the 6th Day (2000) met in de hoofdrol Arnold Schwarzenegger en verschillende onafhankelijke filmsoundtracks, waaronder Been Rich All My Life (2006). Daarnaast heeft hij vele rondreizende theaterproducties gespeeld, waaronder The D.B. Cooper Project, Joseph and the Amazing Technicolor Dreamcoat en Irving Berlins I Love a Piano en heeft opgetreden met de comedianten Bob Hope, Red Skelton en Don Rickles.
Hey is docent aan de University of Minnesota School of Music, waar hij jazzpercussie doceert en het jazzensemble leidt. Hij is verbonden aan de muziekfaculteit van het St. Olaf College en het MacPhail Center for Music. Van 1997 tot 2008 doceerde hij muziek aan het Macalester College.

## Discografie

### Als leader
- 1977: Let Them All Come, met Pat Moriarty
- 2005: Subduction Live at the Artist's Quarter
- 2009: Conflict!, met Kelly Rossum

### Als sideman
Met Chris Bates
- 2014: Good Vibes Trio

Met Ed Berger
- 1999: I'm Glad There Is You

Met Terry Lee Burns
- 1997: Freehand

Met Laura Caviani
- 1999: Angels We Haven't Heard

Met the Cedar Avenue Big Band
- 2002: Land of 10,000 Licks

Met Debbie Duncan
- 1993: Live at the Dakota
- 1995: It Must Be Christmas
- 2007: I Thought About You

Met Dan Estrem and John Holmquist
- 1988: Bossa
- 1990: Meditation

Met Connie Evingson
- 1998: I Have Dreamed
- 1999: Some Cats Know
- 2003: Let It Be Jazz Connie Evingson Sings the Beatles
- 2008: Little Did I Dream
- 2012: Sweet Happy Life

Met Von Freeman
- 2001: Live at the Dakota

Met Dave Hagedorn
- 2003: Vibes Solidliquid

Met Glen Helgeson
- 1995: Spirit of the Wood

Met Tom Hubbard
- 1989: Tribute to Mingus

Met the JazzMN Orchestra
- 2000: JazzMN Big Band

Met Gordon Johnson
- 2005: Trios Version 3.0
- 2008: GJ4
- 2010: Trios No. 5

Met Dave Karr and Mulligan Stew
- 2004: Cookin' at the Hot Summer Jazz Festival

Met Mary Louise Knutson
- 2001: Call Me When You Get There
- 2011: In the Bubble

Met Chris Lomheim
- 2000: The Bridge

Met the Minnesota Klezmer Band
- 1998: Bulka's Song

Met David Mitchell
- 2000: Young Cats

Met Lucia Newell
- 2004: Steeped in Strayhorn

Met the O'Neill Brothers
- 2004: On Broadway with the O'Neill Brothers

Met the Out to Lunch Quintet
- 2006: Live at the Artist's Quarter

Met Preston Reed
- 1991: Halfway Home

Met Rio Nido
- 1986: Voicings

Met Claudia Schmidt
- 1991: Essential Tension
- 2012: Bend in the River Collected Songs

Met Ted Unseth and the Americana Classic Jazz Orchestra
- 2007: 20th Anniversary Concert with Benny Waters

Met Benny Weinbeck
- 1998: Sweet Love
- 2011: Live at D'Amico Kitchen

Met Pete Whitman
- 1998: Departure Point
- 2001: The Sound of Water
- 2003: Where's When?

Met Steve Yeager
- 2003: New Groove Blues